# Kriminalpolizei
De Kriminalpolizei (Kripo) is in Duitsland en Oostenrijk de recherche, dus dat deel van de politie dat zich bezighoudt met de opsporing en voorkoming van misdrijven.

## Duitsland
In Duitsland verschilt de precieze inrichting per deelstaat, omdat de politie volgens de Duitse grondwet een taak van de deelstaten is. Naast de Kriminalpolizei als onderdeel van de lokale politie kent Duitsland ook Landeskriminalämter die op deelstaatsniveau werken en specialistische taken uitvoeren voor de lokale politiekorpsen, en het Bundeskriminalamt dat een landelijke coördinerende taak heeft en internationale contacten onderhoudt, onder andere met Interpol.

### 1936-1945
De Kriminalpolizei was de professionele recherche-organisatie van Duitsland tussen 1936 en 1945, tot 1944 geleid door Arthur Nebe. Nebe werd in dat jaar terechtgesteld wegens de moordaanslag op Hitler op 20 juli van dat jaar waar hij bij betrokken zou zijn geweest. In het laatste jaar werd de Kripo indirect geleid door Ernst Kaltenbrunner, die toen de leider was van het RSHA, de organisatie waar de Kripo in werd opgenomen.
De Kripo werkte nauw samen met de Ordnungspolizei. Ook lieten ze hun administratieve zaken regelen door het SS-Hauptamt. De Kripo was georganiseerd in een rangensysteem, met centrale bureaus in alle kleine steden en grote dorpen. Zij stonden onder de supervisie van de hoofdkwartieren in de grote steden. Deze hoofdkwartieren stonden weer onder de supervisie van het Centrale Bureau van de Kriminalpolizei. Dit werd ook wel gezien als onderkantoor van het RSHA.
De Kriminalpolizei hield zich voornamelijk bezig met ernstige misdaden, zoals moord en verkrachting. De activiteiten omvatten ook het tegengaan van plunderingen nadat Duitse steden gebombardeerd waren door geallieerde vliegtuigen.
Kripo-leden werden gezien als volwaardige SS'ers, maar ze konden ook de rangen van de Ordnungspolizei dragen. Ook noemden veel detectives zich gewoon Kriminalrat, of politie-onderzoeker. Ook werden uit de Kripo-leden Einsatzgruppen gevormd, met hoge officieren uit de Kripo als de leiders hiervan. Dit was ook het geval met Arthur Nebe, wiens moordcommando, Einsatzgruppe B, naar schatting zeker 45.000 Joden heeft vermoord.
RSHA (SD · Gestapo · Kripo · RSD) · Orpo · Abwehr